# NGC 4766
NGC 4766 est une galaxie lenticulaire vue par la tranche et située dans la constellation de la Vierge. Sa vitesse par rapport au fond diffus cosmologique est de 4 319 ± 40 km/s, ce qui correspond à une distance de Hubble de 63,7 ± 4,5 Mpc (∼208 millions d'al). NGC 4766 a été découverte par l'astronome allemand Wilhelm Tempel en 1882.